# محمد الثبيتي
محمد بن عواض بن منيع الله الثبيتي العتيبي، (1373 هـ - 1432 هـ الموافق 1952 - 15 يناير 2011)، شاعر سعودي، يلقب بـ (سيد البيد) يعد واحداً من أبرز أدباء ما يعرف بأدب الحداثة، والذي بدأت تتشكل ملامحه في ثمانينات القرن العشرين، تزوج من ابنة عمه (أم يوسف)، وله من الأبناء خمسة: يوسف، هوازن، نزار وشروق ومي. توفي في 2011 جراء تأثره بأزمة قلبية تعرض لها في وقت سابق.

## حياته
ولد محمد الثبيتي في إحدى قرى بلاد بني سعد، جنوب مدينة الطائف غرب المملكة العربية السعودية في 1952، وعاش طفولته المبكرة فيها، ودرس هناك سنوات دراسته الأولى قبل أن ينتقل للعيش مع عمه في مكة المكرمة، ويكمل ما تبقى من دراسته العامة حتى تخرجه من كلية المعلمين بدرجة بكالوريوس في العلوم الاجتماعية. عمل بعد تخرجه من الكلية معلماً في مدراس التعليم العام حتى 1404هـ، قبل أن يتفرّغ بشكل كامل للعمل في المكتبة العامة بمكة المكرمة.

## نتاجه الأدبي
قدم الثبيتي خلال مسيرته الأدبية مجموعة من الأعمال الشعرية، كان من أهمها:
- قصيدة تغريبة القوافل والمطر
- ديوان التضاريس.[6]
- ديوان موقف الرمال.
- ديوان تهجيت حلما تهجيت وهما.
- ديوان عاشقة الزمن الوردي.
- ديوان محمد الثبيتي (الأعمال الكاملة)، والذي تولى طباعته النادي الأدبي بحائل.

## نماذج من شعره

### من قصيدة تغريبة القوافل والمطر[7]
أَدِرْ مُهْجَةَ الصُّبْحِ
صُبَّ لنَا وطناً فِي الكُؤُوسْ
يُدِيرُ الرُّؤُوسْ
وزِدْنَا مِنَ الشَّاذِلِيَّةِ حتَّى تَفِيءَ السَّحَابَةْ أَدِرْ مُهْجَةَ الصُّبْحِ
واسْفَحْ علَى قِلَلِ القَومِ قَهْوتَكَ المُرَّةَ المُسْتَطَابَةْ
أَدِرْ مُهْجَةَ الصُّبْحِ مَمْزُوجَةً بِاللَّظَى
وقَلِّبْ مواجعنَا فوقَ جَمْرِ الغَضَا
ثُمَّ هَاتِ الرَّبَابَةَ
هاتِ الرَّبَابةْ:
أَلاَ دِيمَةً زَرقاء تَكتَظُّ بإلدِّمَا
فَتَجْلُو سَوادَ الماءِ عَنْ ساحِلِ الظَّمَا
أَلاَ قَمَرًا يَحْمَرُّ فِي غُرَّةِ الدُّجَى
ويَهْمِي على الصحراءِ غيثاً وأَنْجُمَا
فَنَكْسُوهُ مِن أحزاننَا البيضِ حُلَّةً
ونتلُو على أبوابِهِ سُورةَ الحِمَى
أَلا أيُّها المخبُوءُ بينَ خيامِنَا
أَدَمْتَ مِطَالَ الرملِ حتَّى تَورَّمَا
أَدَمْتَ مِطَالَ الرملِ فَاصْنَعْ لَهُ يَداً
ومُدَّ لهُ فِي حانةِ الوقتِ مَوسِمَا
أَدِرْ مُهْجَةَ الصُّبْحِ
حتَّى يَئِنَّ عمود الضُّحَى
وجَدِّدْ دمَ الزَّعْفَرَانِ إذَا ما امَّحَى
أَدِرْ مُهْجَةَ الصُّبْحِ حتَّى تَرى مفرقَ الضوءِ
بين الصدورِ وبين اللِّحَى
أَيَا كاهنَ الحيِّ
أَسْرَتْ بِنَا العِيسُ وانْطَفَأَتْ لُغةُ المُدْلجينَ
بوادي الغضَا
كَمْ جلدْنَا متُونَ الرُّبَى
واجْتَمَعْنَا على الماءِ
ثُمَّ انْقَسمْنَا على الماءِ
يا كاهنَ الحيِّ
هَلاَّ مَخَرْتَ لنا الليلَ في طُورِ سِيناءَ
هلاَّ ضَربتَ لنا موعداً في الجزيرةْ
أيا كاهنَ الحيِّ
هَلْ في كتابِكَ مِن نَبإ القومِ إذْ عَطَّلُوا
البيدَ واتَّبَعُوا نَجمةَ الصُّبحِ
مَرُّوا خفافاً على الرملِ
يَنْتَعِلُونَ الوجَى
أسفرُوا عَن وجوهٍ مِنَ الآلِ
واكتَحلُوا بالدُّجَى
نظروا نظرةً
فَامْتَطَى غَلَسُ التِّيهِ ظَعْنَهُمُ
والرياحُ مواتيةٌ للسفرْ
والمدى غربةٌ ومطرْ

### من قصيدة ترتيلة البدء
جئتُ عرافاً لهذا الرملِ
استقصي احتمالات السوادْ
جئت ابتاع اساطيرَ
ووقتاً ورمادْ
بين عينيَّ وبين السبت طقسٌ ومدينةْ.
خدر ينساب من ثدي السفينةْ
هذه أولى القراءاتِ
وهذا ورق التين يبوحْ
قل: هو الرعد يعرِّي جسد الموتِ
ويستثني تضاريس الخصوبةْ
قل: هي النار العجيبةْ
تستوي خلف المدار الحرِّ تِنيناً جميلاً
وبكارهْ
نخلة حبلى، مخاضاً للحجارة.

## الصراعات الفكرية
كان محمد الثبيتي منتمياً للتيار الحداثي الذي كان يواجه موجة عنيفة من التيارات الإسلامية داخل السعودية، ففي عام 1988، قدم عوض القرني كتابه الحداثة في ميزان الإسلام، الذي باركه الشيخ عبد العزيز بن باز مفتي المملكة العربية السعودية آنذاك وقدم تقريضاً له، وقد تناول الكتاب عددًا من الشعراء والأدباء آنذاك، من بينهم الشاعر محمد الثبيتي الذي تناوله الكتاب معتبراً ما قاله الثبيتي في قصيدة (تغريبة القوافل والمطر) من ذكر لـ(كاهن الحي) إنما هو من شرك بالله، وفي أواخر الثمانينات الميلادية تعرض الثبيتي للاعتقال بسبب قصائده. في آخر لقاء متلفزٍ أجري مع الشاعر الثبيتي على قناة العربية قلل الثبيتي من تأثير التيار المعادي للحداثة ملمحاً إلى جهلهم، ومعتبراً ما كتبه عوض القرني في كتابه إنما كان نابعا من أسباب شخصية لا علاقة لها بالتوجه الديني.

## جوائز وألقاب
- حصد الشاعر لقب (شاعر عكاظ) 2007.
- جائزة النادي الأدبي الثقافي بجدة 1991 عن ديوانه (التضاريس).
- جائزة أفضل قصيدة من مؤسسة جائزة عبد العزيز سعود البابطين للإبداع الشعري 2000.[10]

## الريادة
حظي الشاعر الراحل محمد الثبيتي بالريادة، عن طريق عاملين رئيسين، هما:
- خروجه بالشعر عن النمط التقليدي إلى نمط يلائم المعاصَرة.
- براعته الفنية؛ حيث تميز الشاعر بالمعنى والرمز، وكان شاعر الصورة، وشاعر التشكيل اللغوي.

## التكريم
في أكتوبر 2010، تم تكريم "سيد البيد" بقريته في بني سعد؛ حيث حضر الأدباء والمثقفون، وحضر الأميون وكبار السن، يحملون دروعًا تذكاريةً، أو هدايا قيمةً للشاعر محمد الثبيتي. كما تم تسليط الضوء على بعض جوانب حياة الشاعر في مراحله الدراسية.

## جائزة محمد الثبيتي
في 2012، أقر مجلس إدارة نادي الطائف الأدبي الثقافي، جائزةً سنويةً باسم الشاعر الراحل محمد الثبيتي للإبداع، تكريمًا لسيّد البيد. تبلغ قيمة الجائزة 200 ألف ريال، وتنقسم الجائزة الى 3 فروع، هي: جائزة التجربة الشعرية، وتبلغ قيمتها 100 ألف ريال، جائزة الشعر، وتبلغ قيمتها 50 ألف ريال، جائزة الدراسات النقدية، وتبلغ قيمتها 50 ألف ريال.
| الدورة         | التجربة الشعرية    | الشعر         | الدراسات النقدية          | المصادر |
| -------------- | ------------------ | ------------- | ------------------------- | ------- |
| الأولى - 2013  | علي الدميني        | أحمد حسن محمد | طارق إسماعيل شلبي         | [ 15 ]  |
| الثانية - 2015 | أحمد الملا         | جاسم الصحيح   | إبراهيم سند إبراهيم       | [ 16 ]  |
| الثالثة - 2016 | قاسم حداد          | محمد يعقوب    | محمد ولد متالي            | [ 17 ]  |
| الرابعة - 2021 | محمد بن حمود حبيبي | إياد حكمي     | شفيقة وعيل / محمد الراشدي | [ 18 ]  |

## شارع محمد الثبيتي
في أبريل 2021، وجه أمير منطقة مكة المكرمة الأمير خالد الفيصل، بإطلاق اسم الشارع محمد الثبيتي على أحد شوارع محافظة الطائف.

## وفاته
توفي يوم الجمعة الموافق 14 يناير 2011، بعد غيبوبة كاملة طويلة لازمته منذ شهر مارس عام 2009 وحتى تاريخ وفاته.

## انظر ايضاً
- الطائف
- عبدالله الغذامي

## وصلات خارجية
- موقع الشاعر محمد الثبيتي.
- قصائد الشاعر محمد الثبيتي